# کندر (خلیل‌آباد)
کُنْدُر () شهری تاریخی در شهرستان خلیل‌آباد از توابع جنوب‌غربی استان خراسان رضوی است و در سال ۱۳۹۵، تعداد ۶٬۴۶۰ نفر جمعیت و ۲٬۱۳۰ خانوار داشته است. این شهر مرکز بخش شش‌طراز می‌باشد و همچنین زادگاه وزیر معروفِ طغرل بیک، عمیدالملک کندری است. این شهر در دامنه‌های جنوبی رشته‌کوه کوهسرخ قرار دارد.

## کشاورزی و ره‌آورد
عمدهٔ محصول کشاورزی این شهر انگور، کشمش، پسته، زعفران و انار است که از نظر رتبه‌بندی مقام اول تولید انگور و کشمش سبز قلمی را در سطح کشور داراست.

## مردم

### جمعیت
بر پایه سرشماری عمومی نفوس و مسکن در سال ۱۳۹۵ جمعیت این شهر ۶٬۴۶۰ نفر (در ۲٬۱۳۰ خانوار) بوده است.

### زبان و گویش
مردم کندر به زبان فارسی و به گویش کاشمری سخن می‌گویند.

## اماکن تاریخی، آثار باستانی و جهانگردی

### آثار ثبت‌شده
- آب‌انبار کندر ۱[۴]
- آب‌انبار کندر ۲[۵]
- قلعه کندر[۶]
- حوض چهل پایه[۷]
- مسجد جامع سعدالدین؛ واقع در روستای سعدالدین[۸]

### دیگر آثار
- خانه اربابی؛ واقع در نزدیکی قلعه کندر

## مراکز اقامتی
- اقامتگاه بوم‌گردی اشنو در روستای جعفرآباد[۹]